# Glaphyrus festivus
Glaphyrus festivus là một loài bọ cánh cứng trong họ Glaphyridae. Loài này được Menetries miêu tả khoa học năm 1836.